# Pritanía
Una pritanía (en griego antiguo ἡ πρυτανεία) era una división temporal utilizada en la Antigua Grecia, en la polis de Atenas desde finales del siglo VI a. C., concretamente a partir de la revolución isonómica de Clístenes. Esta fracción de tiempo correspondía a una décima parte del año (es decir, 10 pritanías equivalían a un año). Esta división fue sobre todo utilizada en lo concerniente a la organización de la Ekklesía y la Boulé: estos últimos eran divididos en 10 grupos de 50, y un grupo era el elegido para ser pritanes durante una pritanía (el mes ateniense duraba treinta y seis días. Cf. calendario ateniense).